# Móng guốc

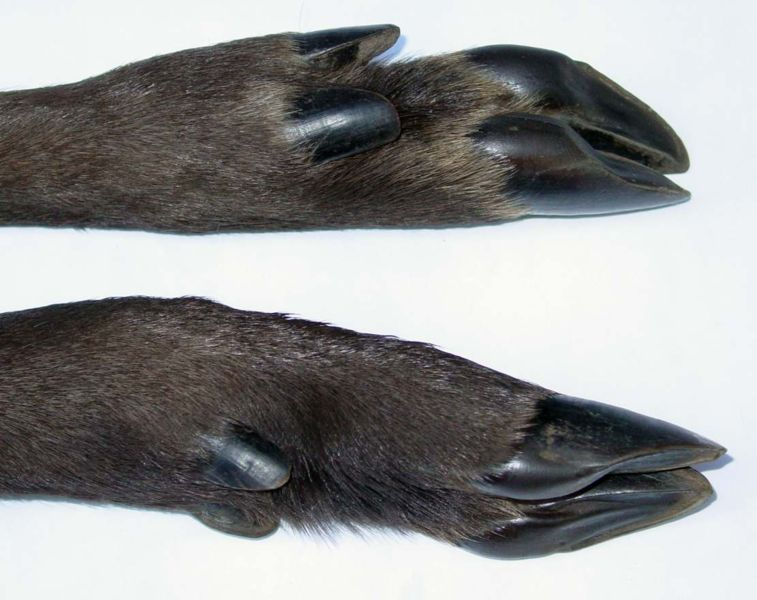
Móng guốc của một con hươu

Móng guốc (tiếng Anh: Hoof) là bộ phận đầu ngón chân của một động vật móng guốc (thú móng guốc) được bảo bọc bởi một lớp phủ keratin dày và cứng chắc như lớp sừng, móng guốc có cấu tạo bao bọc gồm vỏ, đế, cạnh và kẽ móng có chức năng nâng đỡ trọng lực cho con vật. Móng guốc lý tưởng có trục móng guốc song song, thành móng dày, độ sâu đế vừa đủ, đế gót vững chắc và vòng tăng trưởng có kích thước bằng nhau. Hầu hết động vật móng guốc trên mặt đất sử dụng các đầu ngón chân của chúng, thường là móng, để duy trì toàn bộ trọng lượng cơ thể của chúng trong khi di chuyển, và cũng chỉ những đốt cuối của ngón chân có guốc mới chạm đất (diện tích tiếp xúc với đất hẹp).
Các động vật đeo guốc này thường được chia làm hai bộ lớn là Bộ guốc chẵn (Artiodactyls) là các động vật móng guốc chẵn có nghĩa là những loài này có số chẵn trên mỗi đầu ngón chân hay còn gọi là móng chẻ (Cloven hoof), các loài động vật nhai lại guốc chẵn là nhóm lớn nhất, ví dụ như hươu, bò rừng, gia súc, dê và cừu. Bộ guốc lẻ (Perissodactyls) là các loài thú đeo guốc đi trên một số ngón chân số lẻ ví dụ như ngựa, tê giác và heo vòi. Lạc đà cũng có ngón chân giống như móng guốc với đến chân cứng chắc nhưng thực tế chúng không có móng guốc.